# ایوانا ووراچکووا
ایوانا ووراچکووا (چکی: Ivana Voračková؛ زادهٔ ۲۸ اوت ۱۹۷۹) بازیکن بسکتبال زن اهل جمهوری چک بود. وی در بازی‌های المپیک تابستانی ۲۰۰۴ شرکت کرده‌است.